# Sophie Michel
Sophie Michel est une scénariste de bande dessinée française née en 1976.

## Biographie
Sophie Michel est née le 25 février 1976. Originaire d'Aix en Provence, elle a exercé la fonction de libraire puis elle exerce comme enseignante de français. Avec son conjoint, Emmanuel Lepage, elle signe plusieurs ouvrages : d'abord Les voyages d'Anna, en 2005, puis le diptyque Oh les filles en 2008 et 2009,. Revenant à la série des Voyages, elle écrit Les voyages d'Ulysse qui, en 2016, obtient le grand prix de la critique tandis qu'en parallèle est publiée une version augmentée des Voyages d'Anna. Toujours pour cette série, elle crée Les voyages de Jules, publié en 2019. Les voyages d'Anna et Les voyages d'Ulysse sont publiés en l'honneur des enfants du couple, car ils voulaient chacun « son » livre.
Elle enseigne maintenant au collège Jean Racine à Saint-Brieuc.

## Œuvres
Oh les filles !
- Oh les filles ! première partie (texte), dessin Emmanuel Lepage, éd. Futuropolis, 2008  (ISBN 978-2-7548-0132-4)
- Oh les filles ! seconde partie (texte), dessin Emmanuel Lepage, éd. Futuropolis, 2009  (ISBN 978-2-7548-0189-8)
- Oh les filles !, version intégrale, Futuropolis, 2013  (ISBN 978-2-7548-0903-0)

Les voyages
- Les voyages d'Anna (texte), dessin Emmanuel Lepage, éd. Daniel Maghen, 2005  (ISBN 2-9523826-0-3)
- Les voyages d'Ulysse (texte), dessin Emmanuel Lepage et René Follet, éd. Daniel Maghen, 2016  (ISBN 978-2-356-74043-4)
- Les voyages de Jules (texte), dessin Emmanuel Lepage et René Follet, éd. Daniel Maghen, 2019  (ISBN 978-2-356-74069-4)

## Distinctions
- 2017 : grand prix de la critique avec Emmanuel Lepage et René Follet pour Les voyages d'Ulysse.